# Web Content Accessibility Guidelines
Las Web Content Accessibility Guidelines (Directrices de Accesibilidad para el Contenido Web, WCAG por sus siglas en inglés) son una parte de las directrices de accesibilidad web publicadas por la Web Accessibility Initiative (Iniciativa de Accesibilidad Web, WAI) parte del World Wide Web Consortium (W3C), la principal organización de estándares de internet. Son un conjunto de directrices que especifican cómo hacer el contenido web más accesible, especialmente a personas con discapacidades, pero también a otros agentes como aquellos dispositivos con altas limitaciones, como lo son algunos teléfonos celulares. La versión actual de estas directrices es la WCAG 2.0, publicada en diciembre de 2008 y convertida en estándar ISO/IEC 40500:2012 en octubre de 2012. WCAG 2.1 se convirtió en una Recomendación del W3C en junio de 2018.
Su trabajo consiste en: "Facilitar el acceso de las personas con discapacidad, desarrollando pautas de accesibilidad, mejorando las herramientas para la evaluación y reparación de accesibilidad Web, llevando a cabo una labor educativa y de concienciación en relación a la importancia del diseño accesible de páginas Web y abriendo nuevos campos de accesibilidad a través de la investigación en esta área".
Siguiendo estas directrices también se busca ayudar a la gente a encontrar la información en la Web de manera más rápida. Estas directrices no desaniman a los desarrolladores de contenidos del uso de imágenes, vídeos, etc.

## Primeras directrices
Las primeras directrices de accesibilidad web fueron compiladas por Gregg Vanderheiden y publicadas en enero de 1995, justo después de la segunda conferencia internacional de la World Wide Web (WWW II)  en Chicago (donde Tim Berners-Lee mencionó por primera vez el acceso a personas con discapacidades en un discurso, después de ver un taller previo a la conferencia sobre accesibilidad realizado por Mike Paciello).
En los años siguientes le siguieron más de 38 directrices de accesibilidad web, elaboradas por diversos autores y organizaciones. Estos se juntaron en las Unified Web Site Accessibility Guidelines por la University of Wisconsin-Madison.
La versión 8ª de las Unified Web Site Accessibility Guidelines, publicadas en 1998, sirvieron como punto de partida de las WCAG 1.0 del W3C.

## WCAG 1.0
Las directrices de WCAG 1.0 fueron publicadas el 5 de mayo de 1999 por la W3C. Fueron sustituidas por las WCAG 2.0.
WCAG 1.0 consiste en 14 directrices, cada una de las cuales establece un principio de diseño. Cada directriz cubre un tema específico de accesibilidad web y está asociado con uno o más hitos que describen cómo aplicar dicha directriz a una característica particular del sitio web.

## WCAG 2.0
WCAG 2.0 fue publicado como recomendación de la W3C el 11 de diciembre de 2008.
Consiste en 13 directrices organizadas en cuatro principios. Los sitios web deben ser perceptibles, operables, entendibles y robustos. Cada directriz tiene criterios para comprobar si fue satisfecha (61 en total).
Las técnicas de la W3C para WCAG 2.0 son una lista de técnicas que ayudan a los autores de sitios web a alcanzar las directrices y los criterios satisfactorios. Estas técnicas se actualizan periódicamente, mientras que los principios, directrices y criterios de satisfacción se mantienen en el tiempo y no cambian.

### Principios

#### Perceptible
La información y los componentes de la interfaz de usuario deben ser presentados al usuario de tal forma que sean perceptibles.
- Directriz 1.1: Alternativas de texto: Proporcione alternativas de texto para cualquier contenido no textual, de tal forma que pueda cambiarse a otras formas que las personas necesiten, como texto de gran tamaño, braille, voz, símbolos o un lenguaje más simple.
- Directriz 1.2: Medios basados en tiempo: Proporcione alternativas para los medios basados en tiempo.
- Directriz 1.3: Adaptable: Cree contenidos que puedan presentarse de diferentes formas (por ejemplo, con  una diseño más simple) sin pérdida de información ni estructura.
- Directriz 1.4: Distinguible: Facilite que los usuarios vean y oigan el contenido, incluso separando el primer plano del fondo.

#### Operable
Los componentes de la interfaz de usuario y la navegación deben ser operables.
- Directriz 2.1: Accesibilidad desde el teclado: Haga que toda la funcionalidad esté disponible desde el teclado.
- Directriz 2.2: Tiempo suficiente: Proporcione a los usuarios el tiempo suficiente para leer y utilizar los contenidos.
- Directriz 2.3: Convulsiones y reacciones físicas: No diseñe contenidos que puedan provocar convulsiones o reacciones físicas.
- Directriz 2.4: Navegable: Proporcione formas de ayudar a los usuarios a navegar, encontrar contenidos y determinar dónde están ubicados.
- Directriz 2.5: Modalidades de entrada: Facilite a los usuarios el manejo de las funcionalidades a través de otros dispositivos de entrada aparte del teclado.

#### Comprensible
La información y el funcionamiento de la interfaz de usuario deben ser comprensibles.
- Directriz 3.1: Legible: Los textos deben ser legibles y comprensibles.
- Directriz 3.2: Predecible: Las páginas web deben aparecer y funcionar de forma predecible.
- Directriz 3.3: Asistencia a la introducción de datos: Ayude a los usuarios a evitar y corregir errores.

#### Robustez
El contenido debe ser suficientemente robusto como para que pueda ser interpretado por una amplia variedad de agentes de usuario, incluidas las tecnologías de asistencia.
- Directriz 4.1.: Compatible: Maximice la compatibilidad con los agentes de usuario actuales y futuros, incluidas las tecnologías de asistencia.

WCAG 2.0 utiliza los mismos tres niveles de conformidad (A, AA, AAA) que WCAG 1.0, pero los ha redefinido. El grupo de trabajo WCAG mantiene una extensa lista de técnicas de accesibilidad web y fallos frecuentes para las WCAG 2.0.

### WCAG 2.1
WCAG 2.1 es una recomendación de W3C desde el 5 de junio de 2018. Es compatible con la WCAG 2.0, a la que amplía con otros 17 criterios de éxito.

## Obligaciones legales
Los negocios que cuenten con presencia en línea deben proveer accesibilidad a usuarios discapacitados. No solo por motivos éticos y comerciales sino también en algunos países y jurisdicciones también por motivos legales.
Esto aplica a países y regiones como Estados Unidos
Unión Europea, Reino Unido, Canadá, Australia e Israel.